# Killingören
Killingören is een eilandje in de Zweedse Kalixrivier. Het ronde eiland ligt ter hoogte van Nyborg en heeft geen oeververbinding. Het eiland heeft een oppervlakte van nog geen hectare.